# Early Minimalism Volume One
Early Minimalism Volume One je kompilační album amerického hudebníka Tonyho Conrada. Vydalo jej v listopadu roku 1997 hudební vydavatelství Table of the Elements. Obsahuje pět dlouhých skladeb (nejkratší má přes 28 minut, nejdelší bezmála 57), přičemž čtyři z nich byly nahrány v letech 1994 až 1996. Skladba „Four Violins“ byla nahrána dne 19. prosince 1964 a od začátku do ní postupně byly do dalších stop magnetofonu přidávány další houslové party.

## Seznam skladeb
Autorem všech skladeb je Tony Conrad.
| Pořadí | Název              | Délka |
| ------ | ------------------ | ----- |
| 1.     | Four Violins       | 32:30 |
| 2.     | April 1965         | 53:38 |
| 3.     | May 1965           | 56:57 |
| 4.     | June 1965 (Part 1) | 28:02 |
| 5.     | June 1965 (Part 2) | 32:21 |

## Obsazení
- Tony Conrad – elektrické housle
- Jan Tilman Schade – elektrické violoncello v „April 1965“
- Matthias Bauer – elektrický kontrabas v „April 1965“
- Elke Brauweiler – elektrická viola v „April 1965“
- Lutz Wernicke – elektrické housle v „April 1965“
- Alexandria Gelencser – elektrické violoncello v „May 1965“ a „June 1965“ (obě části)
- Jim O'Rourke – elektrické housle v „May 1965“